# Грант (окръг, Кентъки)
Вижте пояснителната страница за други населени места с името Грант.
Окръг Грант (на английски: Grant County) е окръг в щата Кентъки, Съединени американски щати. Площта му е 676 km², а населението - 22 384 души (2000). Административен център е град Уилиямстаун.